# ジャスミン・ハギンス
ジャスミン・エリゼ・ハギンス（英語: Jasmine Elise Huggins、繁体字中国語: 查絲敏‧哈菁絲）は、セントクリストファー・ネイビスの外交官、大使。2010年から2022年にかけて台北常駐の在中華民国大使、2018年より非常駐の駐日大使。

## 外交経歴
2007年12月にハワード大学法科大学院（HUSL）を卒業した後、外務省に入省し、臨時代理大使として赴任した台北で大使館設立に携わる。
2008年1月28日に初めて在中華民国セントクリストファー・ネイビス大使館を設置して、約2年ほど臨時代理大使を務めた後、2010年4月19日、ハギンスが台北常駐では初代となる特命全権大使として馬英九総統に信任状を捧呈。
2018年7月5日、駐日大使として東京を訪問し、皇居で信任状を捧呈した。
2019年10月22日、皇居正殿松の間で今上天皇の即位礼正殿の儀が執り行われ、マーク・ブラントリー外務大臣と共に参列した。同月25日、鈴木馨祐外務副大臣を表敬訪問し、令和元年東日本台風（台風19号）の被害に対して見舞いを述べた上で、両国の友好的な協力関係を更に強化させたいとの点で見解を一致させた。
2022年9月16日、ハギンス大使は離任に当たって中華民国とセントクリストファー・ネイビスの友好関係に貢献した功績を讃えられ、呉釗燮外交部長より大綬景星勲章を受章した。同日時点でセントクリストファー・ネイビス大使としての中華民国駐箚歴は信任状捧呈日から起算して通算4540日となっており、2020年8月にニカラグアのタピア（達比亞）大使が離任してからは現職の在中華民国各国大使のうち最も駐箚期間が長く、在中華民国外交団長を務めていた。ハギンス大使の離任を以て、馬英九総統に信任状を捧呈した大使は全員が離任したことになる。